# Мілютенко Наталія Яківна
Наталія Яківна Мілютенко (до шлюбу Міщенко; нар. 1922, Київ — пом. 2013, Київ) — українська акторка театру та кіно, педагог, Народна артистка Української РСР. 

## Життєпис
Наталка Мілютенко народилася 18 січня 1922 року в Києві. Її батько Яків Міщенко — хоровий диригент, був керівником Хорової капели «Дніпро».
1938 року вступила до Київського театрального інституту, навчалась на курсі Амвросія Бучми та Гната Юри, разом з Нонною Копержинською. Театральний інститут закінчила з відзнакою.
У 1944 — 1947 роках — акторка Київської оперети. Під час німецько-радянської війни працювала на фронті у складі 1 фронтової бригади м. Києва. Дала 192 концерти, має подяку від начальника політуправління 3-го Українського фронту.
З 1947 до 1962 року — акторка Драматичного театру ім. І. Франка. У 1962 — 1989 рока у театрі поезії «Слово». 
З 1962 року Наталка Мілютенко працювала на громадських засадах у Бюро пропаганди художньої літератури при СПУ, була активною членкинею Ліги «Матері і сестри – воїнам України». У 1962-2012 роках Наталія Мілютенко працювала за сумісництвом викладачкою культури мови та майстерності актора у студіях з підготовки акторських кадрів при Національному заслуженому академічному хорі імені Григорія Верьовки та Національній заслуженій капелі бандуристів імені Георгія Майбороди. З 1989 року до 2001 року — викладачка сценічної майстерності Музичного училища імені Рейнгольда Глієра.
Наталія Яківна Мілютенко померла 27 травня 2013 року в київському госпісі. Похована на Байковому цвинтарі у одній могилі зі своїм чоловіком Дмитром Мілютенком (могила № 3334).

## Особисте життя
Перший чоловік — Аджатулла Ібадулаєв, радянський гімнаст, абсолютний чемпіон СРСР з гімнастики. Дмитро Мілютенко другий чоловік.

## Фільмографія
| Рік  |     | Українська назва             | Оригінальна назва | Роль                 |
| ---- | --- | ---------------------------- | ----------------- | -------------------- |
| 2015 | док | «Спогади. Нона Копержинська» |                   | камео                |
| 1970 | ф   | «Хліб і сіль»                |                   | епізодична роль      |
| 1964 | ф   | «Сон»                        |                   | мати Тараса Шевченка |